# Fédération des îles Turques-et-Caïques de football
La Fédération des Îles Turques-et-Caïques de football (Turks & Caicos Islands Football Association (en) TCIFA) est une association regroupant les clubs de football des Îles Turques-et-Caïques et organisant les compétitions nationales et les matchs internationaux de la sélection des Îles Turques-et-Caïques.
La fédération nationale des Îles Turques-et-Caïques est fondée en 1996. Elle est affiliée à la FIFA depuis 1998 et est membre de la CONCACAF depuis 1996.